# 国际佛教旗
国际佛教旗又称佛教旗或佛旗，是全世界佛教信众共通的旗帜和佛教的标志。

## 历史
佛教旗是一位美国退役陆军上校亨利·斯太尔·奥尔科特在1880年设计的。1885年佛教旗在斯里兰卡作为信仰与和平的象征第一次正式使用。1951年世界佛教友谊会在斯里兰卡成立，将佛教旗定为会旗，之后逐渐为全世界佛教信众所认可，遂成为国际佛教的共同标志。

## 涵义
佛教旗由蓝、黄、红、白、橙和彩色六道颜色组成，前五色是单色，第六色由五色混合而来。
佛教旗的颜色源出于南传佛教所称释迦牟尼佛得道时放六色佛光，为蓝、黄、红、白、橙和前五色光的混合色光；另一种说法指此五种颜色为佛陀渡化天、人、畜生、饿鬼、地狱等五道时所放射的光芒。
佛教旗中的六道颜色各自还有一定的代表含义：
| 蓝色              | 代表慈悲，和平                   |  |  |  |
| 黄色              | 代表中道了义，离於空有，究竟彻底 |  |  |  |
| 红色              | 代表成就福慧，庄严吉祥           |  |  |  |
| 白色              | 代表清净解脱，法尔如是           |  |  |  |
| 橙色              | 代表佛法的本质，是从智慧庄严而成 |  |  |  |
| \| \| \| \| \| \| | 代表真如不二之义                 |  |  |  |
|                   |                                  |  |  |  |

## 佛教旗的使用

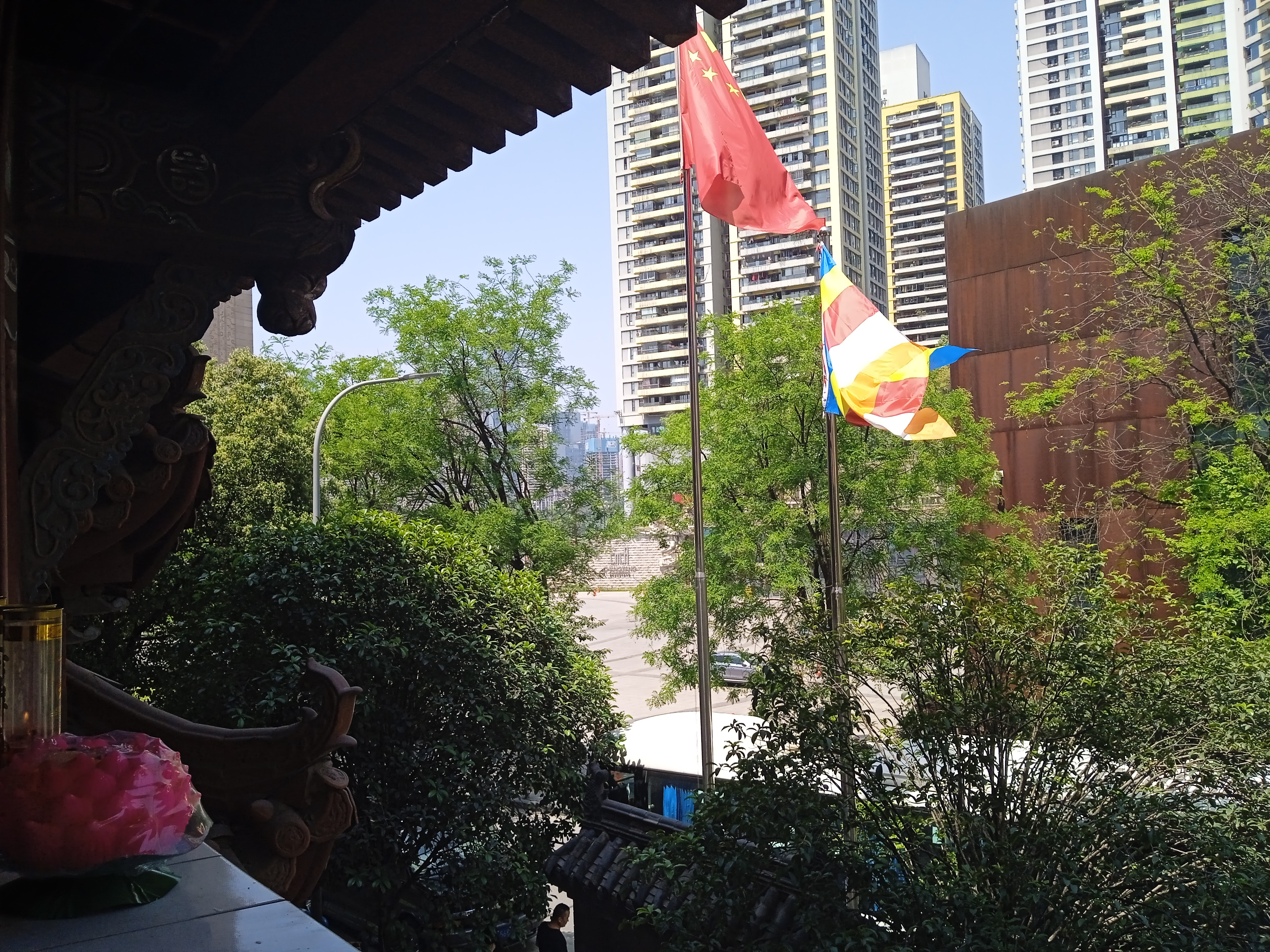
重庆千佛寺悬挂的佛旗

佛教旗是佛教和佛教信徒的标志，在佛教节日和其他传统节日如春节、元宵节、盂兰节等期间和寺庙举办法会期间，都要悬挂佛教旗。

## 其他版本

国际佛教旗绘制法轮的版本
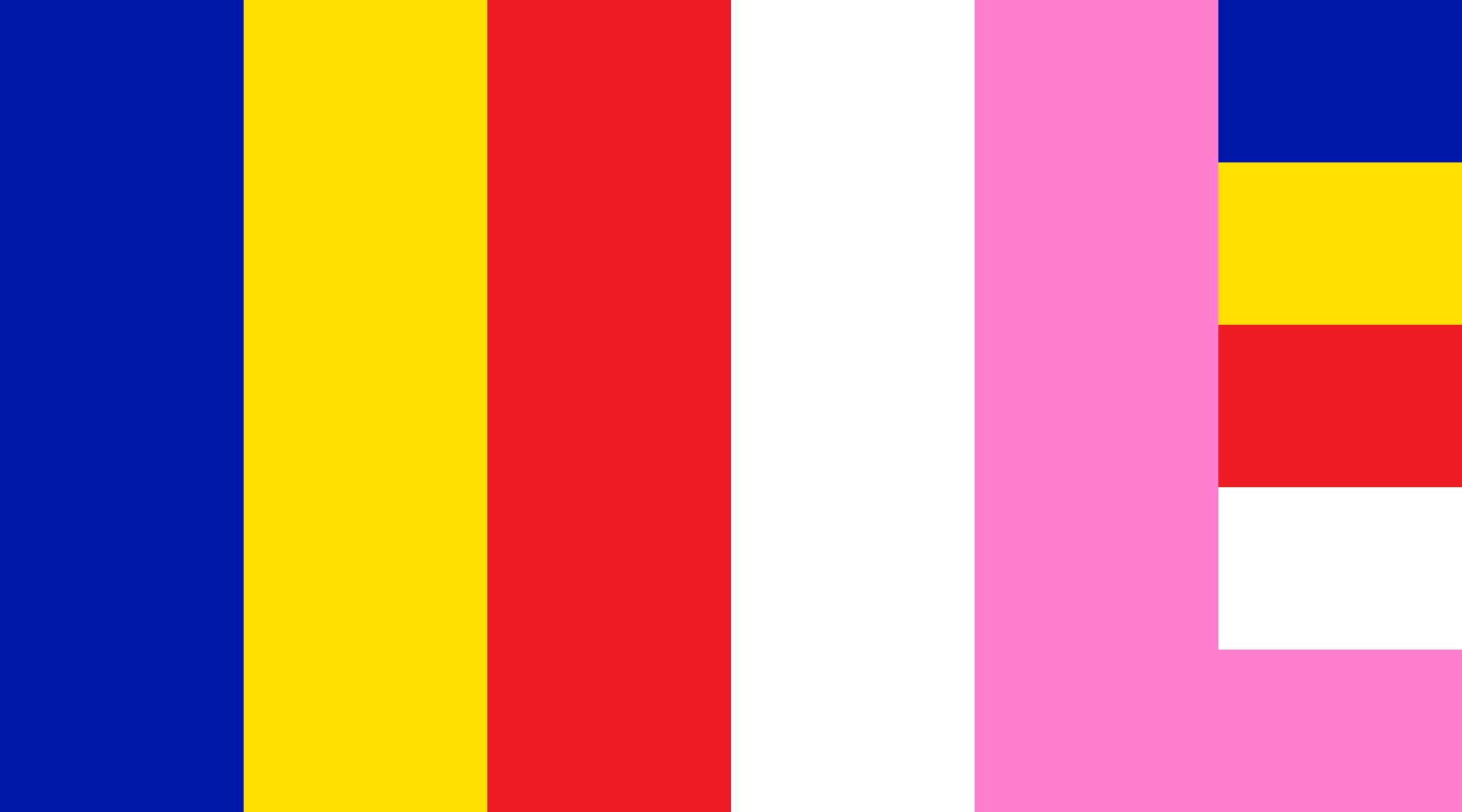
缅甸佛教旗
泰国佛教旗
佛教旗
藏傳佛教旗
尼泊尔佛教旗
日本佛教旗
淨土真宗旗
藏傳佛教噶舉旗
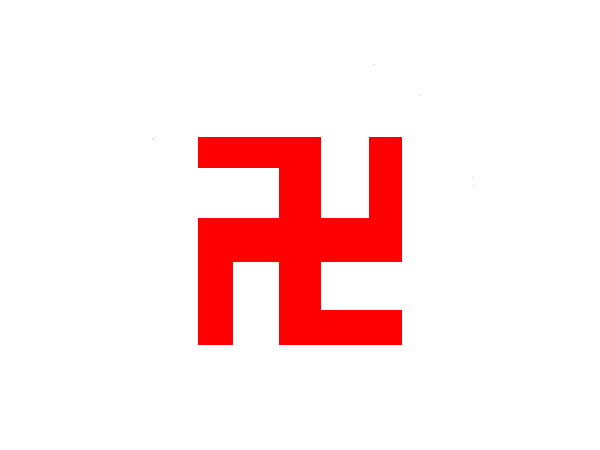
韩国佛教旗
創價學會旗
印度佛教復興運動旗
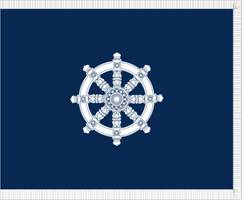
美國陸軍佛堂旗
和好教旗

## 图库

盂兰节北京广济寺佛旗飘扬，此旗错误上下倒置悬挂（蓝色在下）。
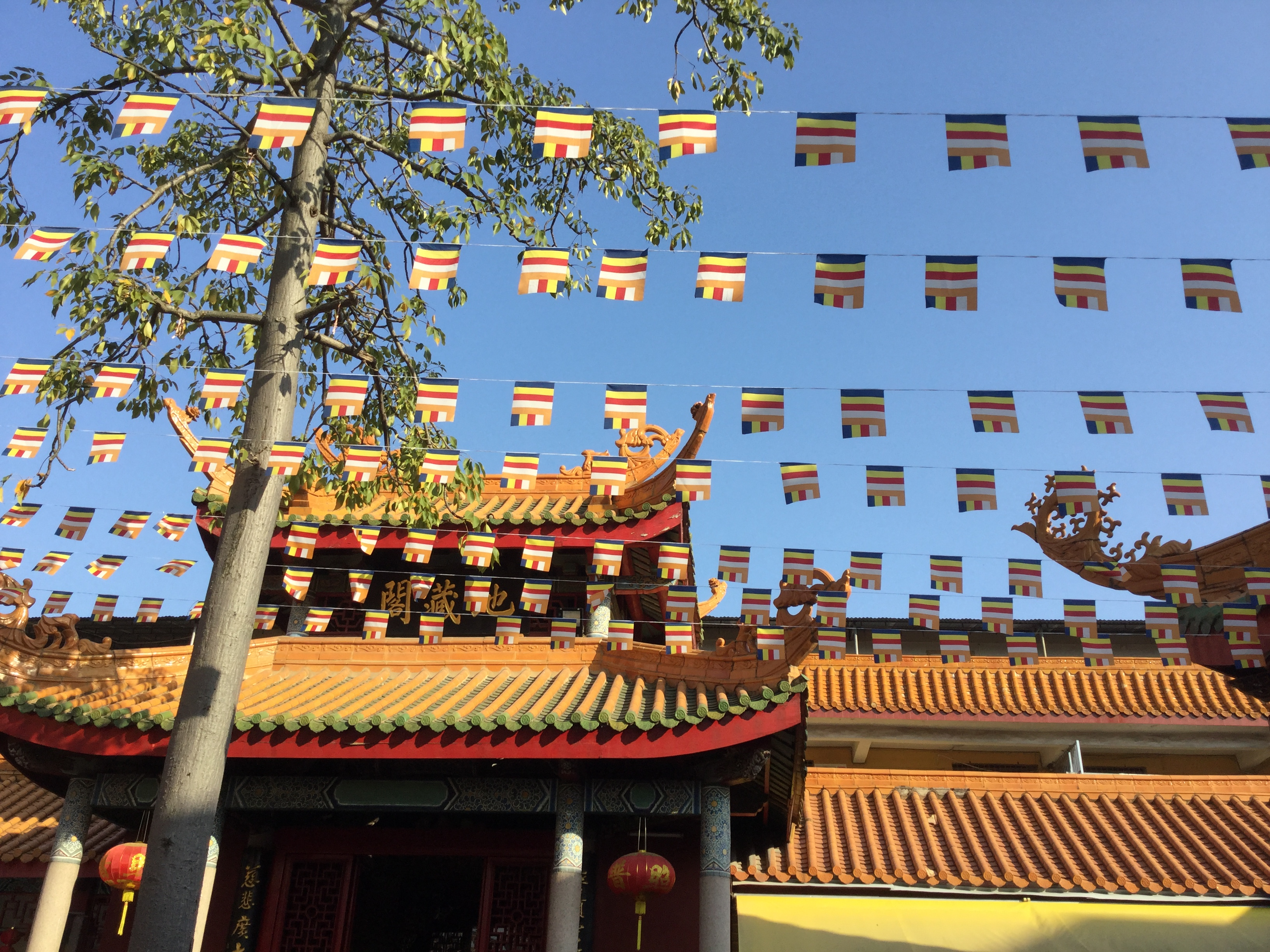
悬挂在双峰寺的佛教串旗
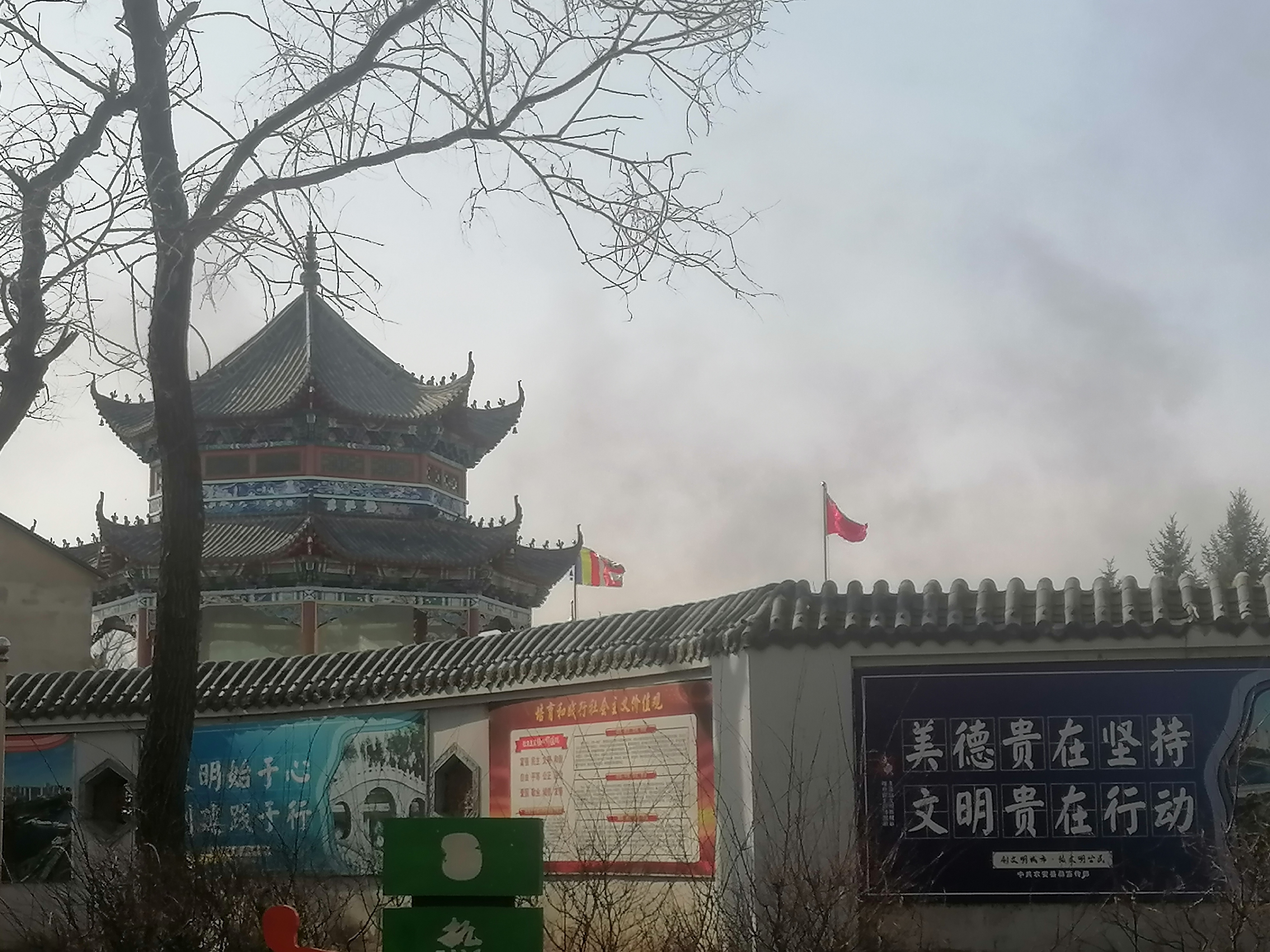
悬挂在农安金刚寺的中国国旗和佛教旗

## 參见
- 幡 (佛具)
- 经幡
- 五色 (佛教)
- 五色 (道教)
- 基督教旗幟